# Вулиця Ірини Калинець (Львів)
Вулиця Ірини Калинець — вулиця у Франківському районі міста Львова, у місцевості Новий Світ. Сполучає вулиці Степана Бандери та Михайла Вербицького.

## Історія
Вулиця за задумом архітекторів, мала стати частиною вулиці Набєляка (нинішня вулиця Котляревського). Це видно на тодішньому плані «Королівського столичного міста Львова», виданого книгарнею Альтенберга. Однак власники земель, а також вілл між вулицями Набєляка та Хшановської (нинішня вулиця Вербицького) не дозволили втілити цей проєкт. Тож 1898 року вулицю назвали на честь польського генерала Еліяша Яна Лонцького, який командував польським гарнізоном Львова під час облоги міста 1672 року військами султана Мехмета IV. Під час німецької окупації, з 1943 року по липень 1944 року, вулиця мала назву Ешенбахґассе, на честь німецького поета Вольфрама Ешенбаха. У липні 1944 року на нетривалий час повернена передвоєнна назва вулиці — Лонцького і вже у 1946 році отримала нову назву — вулиця Карла Брюллова, на честь російського художника Карла Брюллова, який був ініціатором викупу Тараса Шевченка з кріпацтва.
Вулиця Брюллова увійшла до переліку з 53-х вулиць Львівської міської громади, які під час процесу дерусифікації було перейменовано. В онлайн-голосуванні, яке тривало з 8 по 21 червня 2022 року на сайті Львівської міської ради, найбільше респондентів проголосувало за пропозицію перейменування вулиці на честь Ірини Калинець — української письменниці, поетеси, діячки дисидентського руху. 30 червня 2022 року депутати Львівської міської ради підтримали пропозицію щодо перейменування вулиці Брюллова на вулицю Ірини Калинець.

## Забудова
У забудові вулиці Ірини Калинець присутні стилі класицизм і віденська сецесія. Декілька будинків внесено до реєстру пам'яток архітектури місцевого значення.
№ 2 — чотириповерховий житловий будинок (колишня адреса — вул. Лонцького, 2; конскрипційний № 1940 1/4). Будинок внесений до реєстру пам'яток архітектури місцевого значення під охоронним № 853-м.
№ 4 — триповерховий житловий будинок (колишня адреса — вул. Лонцького, 4; конскрипційний № 1665 1/4) зведений у 1905 році за проєктом архітектора Тадея Обмінського у стилі декоративного модерну. Має асиметричний фасад з великим пласким маскароном на фронтоні. Про нього побутує легенда про «Сумного Ангела»: «Нібито двоє злочинців занапастили молоду дівчину. Від чого вона померла. Злочинців заарештували та помістили у в'язницю на Лонцького. А згорьований батько викупив кам'яницю № 4 та на фасаді розмістив зображення своєї доньки. Щоб злочинці завжди дивилися в обличчя того, кого вони занапастили». Будинок внесений до реєстру пам'яток архітектури місцевого значення під охоронним № 854-м.
№ 6 — триповерховий житловий будинок (колишня адреса — вул. Лонцького, 6; конскрипційний № 1658 1/4) споруджений у 1904–1905 роках за проєктом архітектора Альфреда Захаревича (проєктне бюро будівельної фірми Юзефа Сосновського та Альфреда Захаревича). Невелика триповерхова кам'яниця, включена у периметральну забудову кварталу, Г-подібна в плані. Корпус складається з  фронтального блоку, що має двотрактове розташування покоїв та рамена офіцини. На фасаді з правого боку компонується пристінок з порталом. У ліпному декорі та кованих оздобах виявляються виразні ознаки стилю сецесії. У пізніші роки кам'яниця була значно перебудована. Будинок внесений до реєстру пам'яток архітектури місцевого значення під охоронним № 855-м.
На розі з вулицею Бандери розташована будівля, зведена у 1890 році за проєктом архітектора Юзефа Каетана Яновського як касарні для австрійської жандармерії. У міжвоєнний період тут було головне управління польської поліції Львівського воєводства, а в крилі, що виходить на вулицю Ірини Калинець, створили камери для арештованих. Львів'яни стали називати цей будинок «тюрмою на Лонцького».

Забудова вул. Ірини Калинець
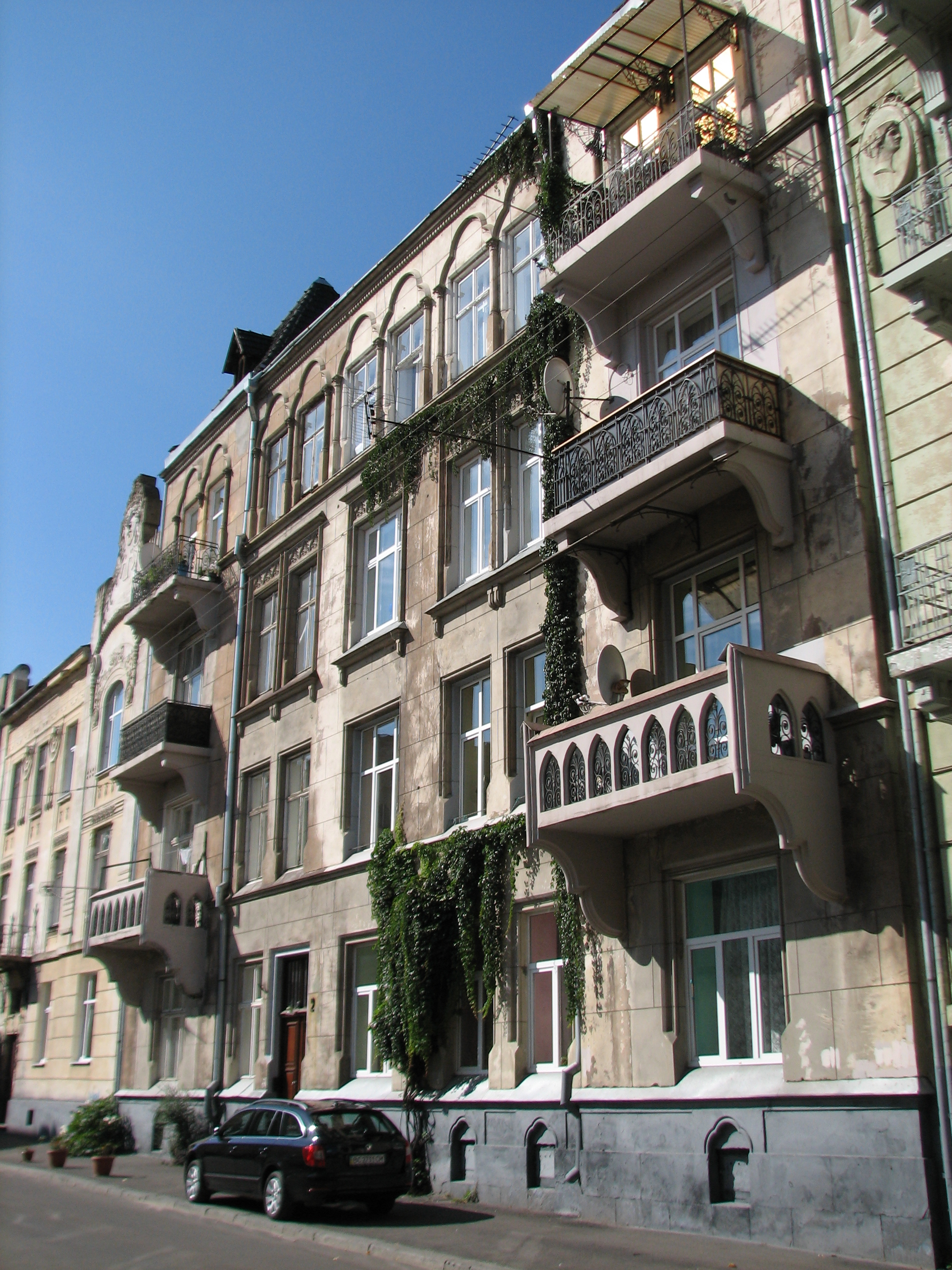
Будинок № 2
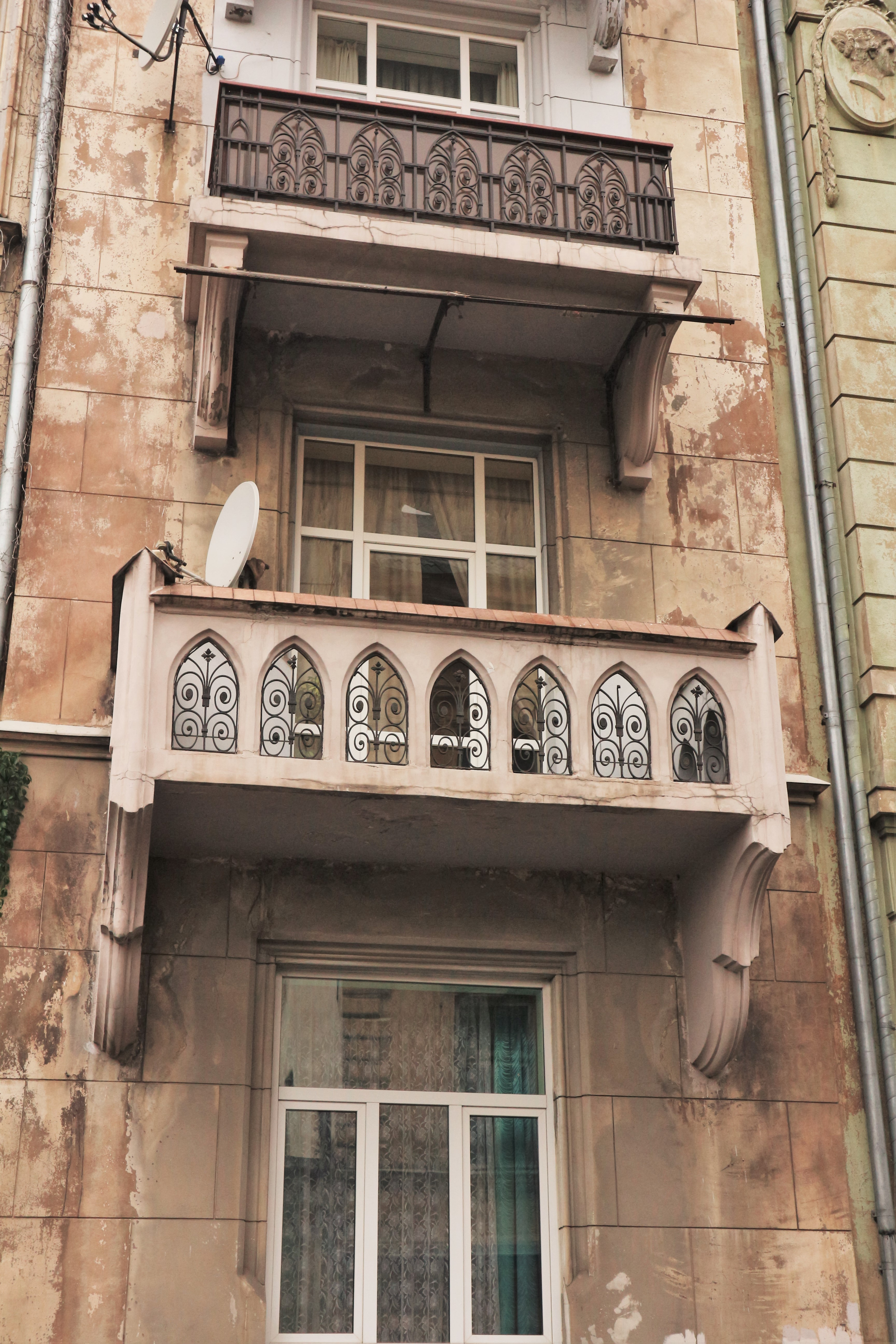
Балкони будинку № 2
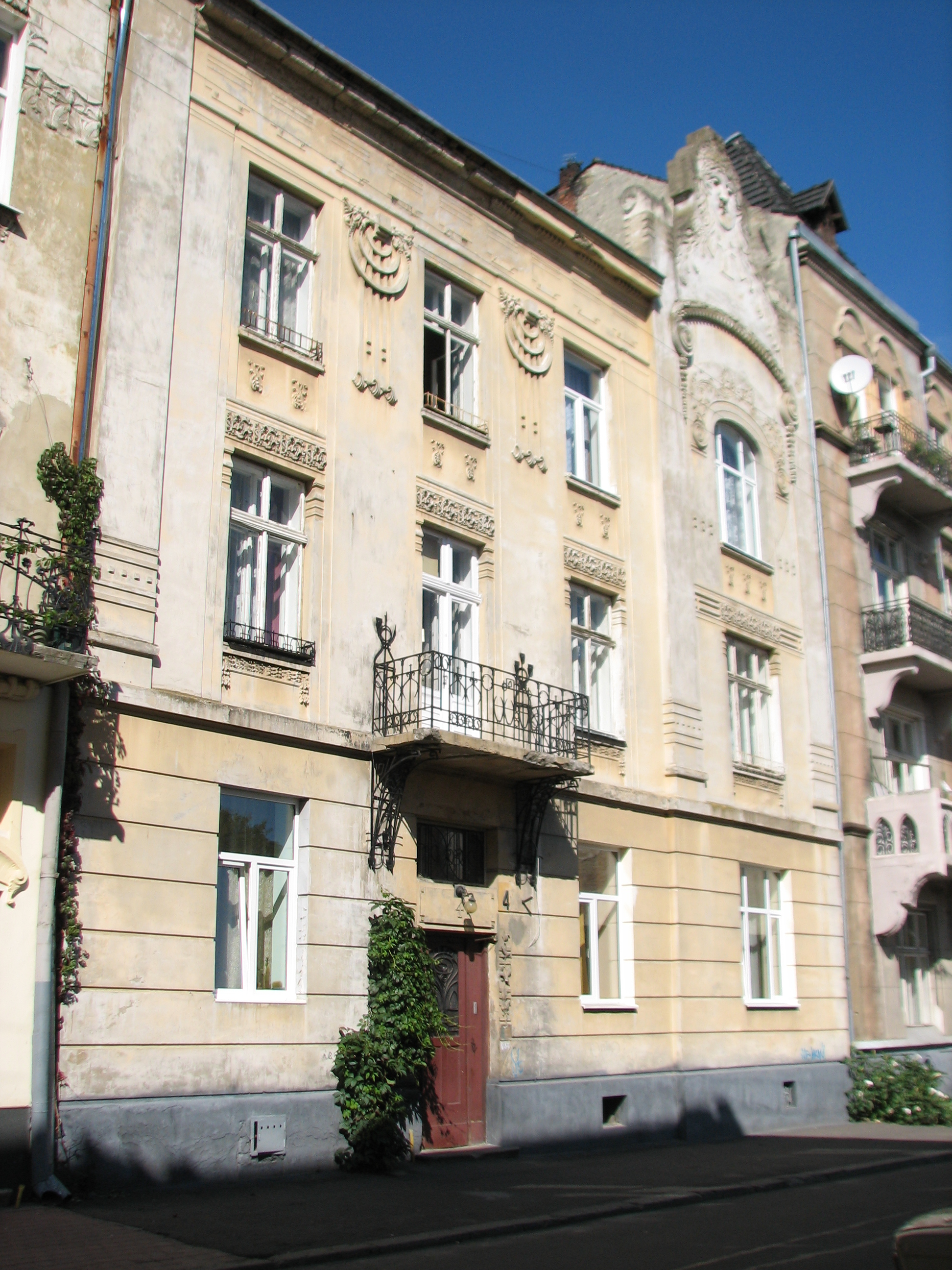
Будинок № 4
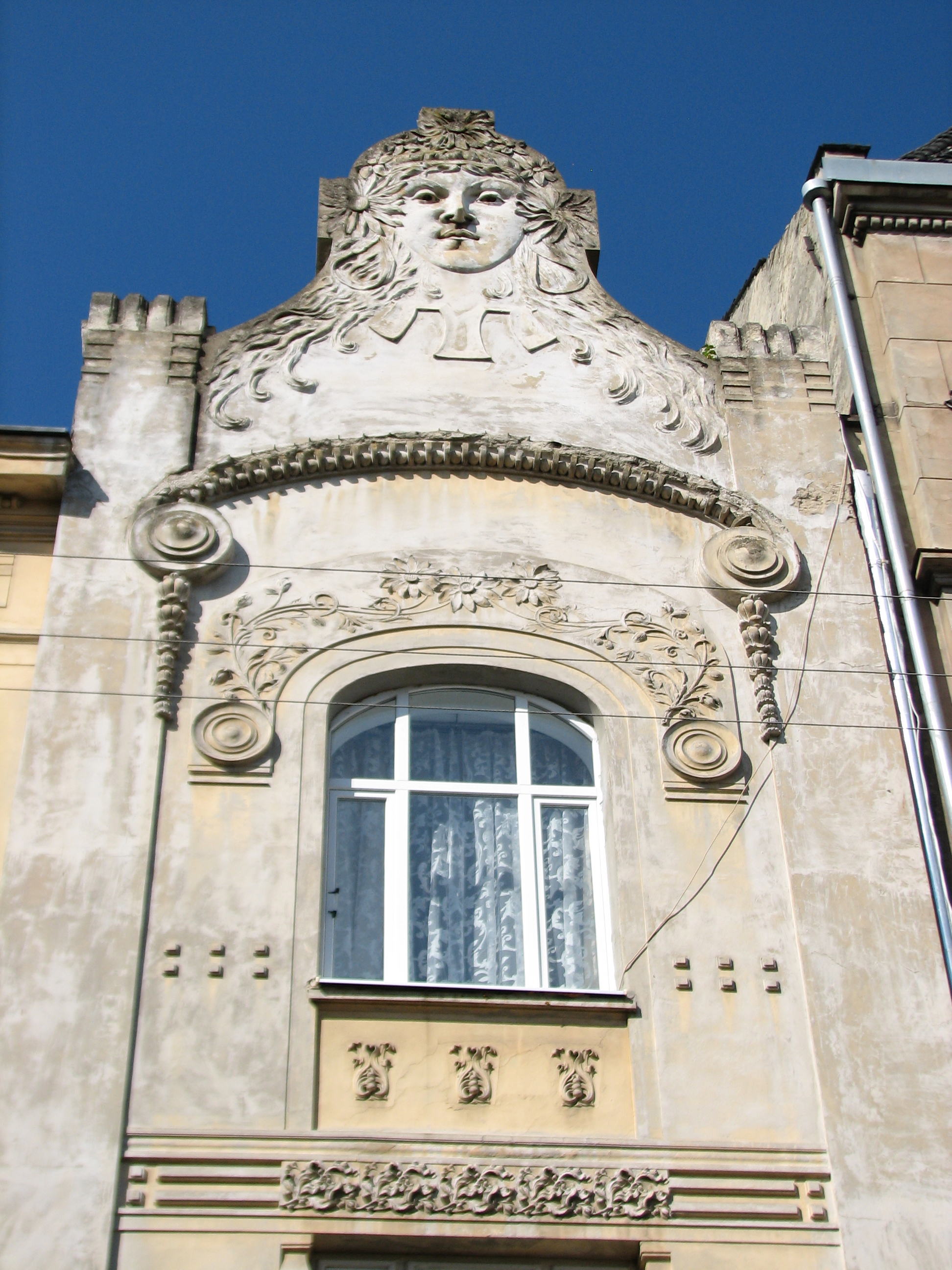
Маскарон на фронтоні будинку № 4
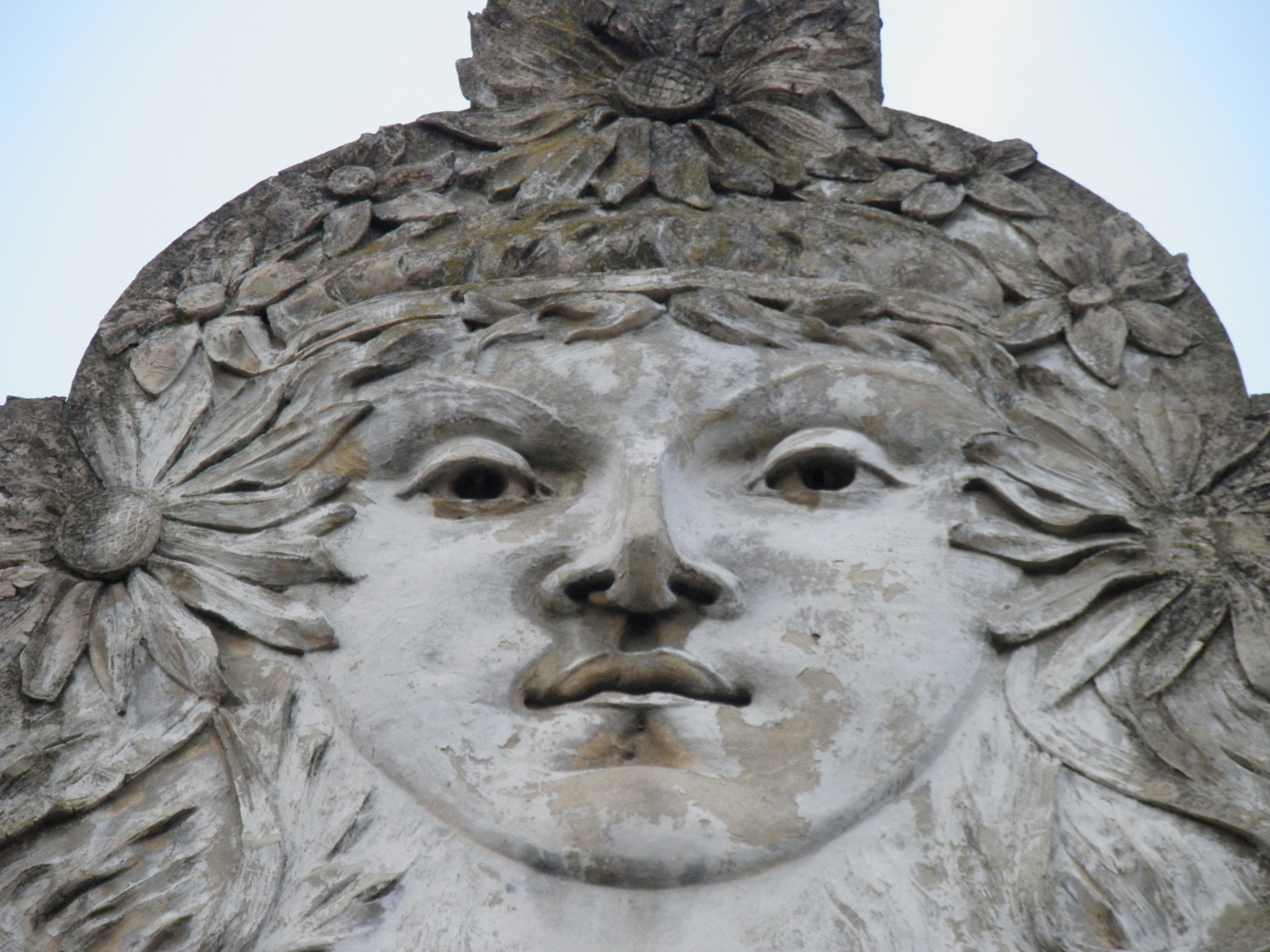
Маскарон на фронтоні будинку № 4
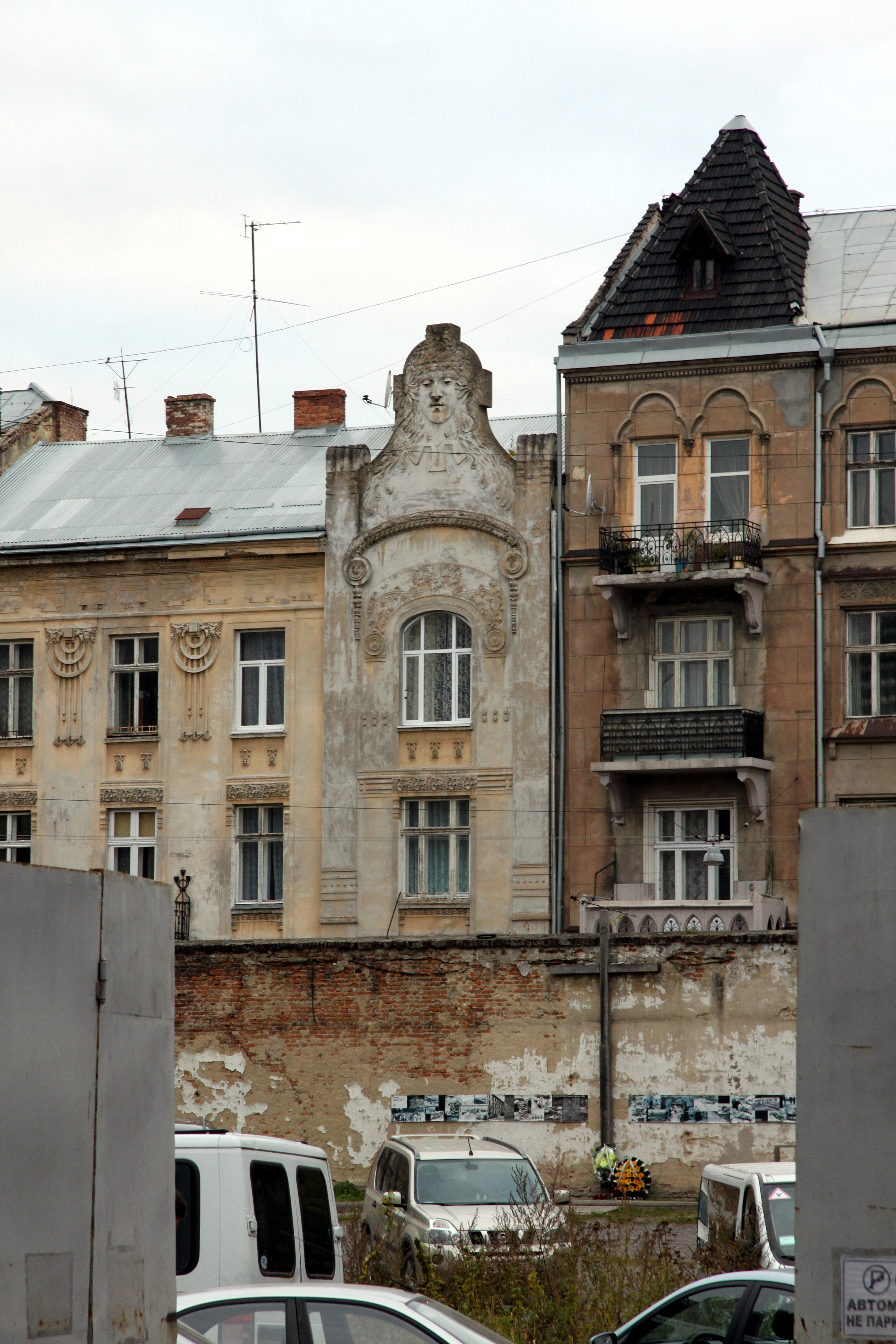
Маскарон на фронтоні будинку № 4 (вигляд з подвір'я «Тюрми на Лонцького»)
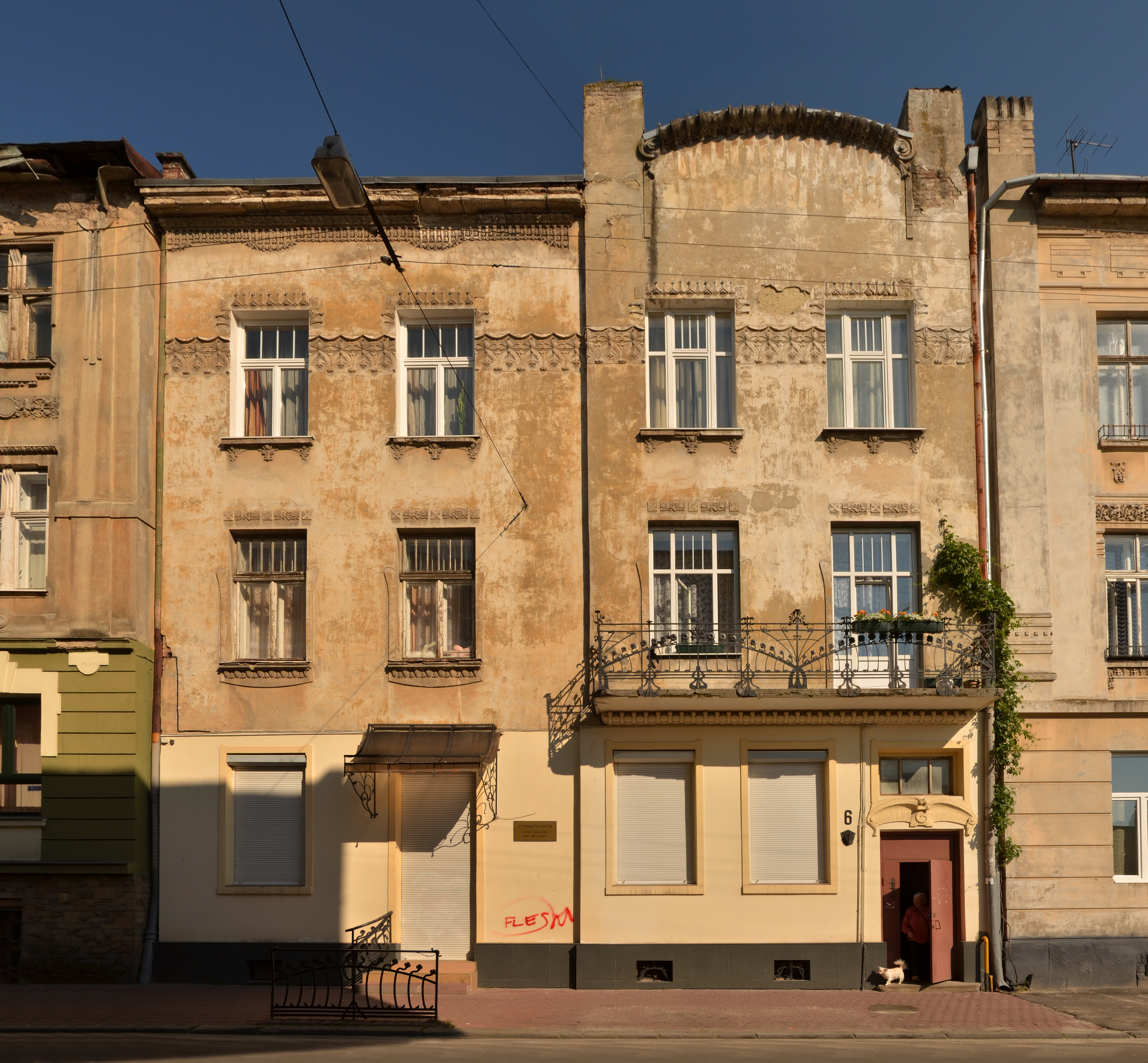
Будинок № 6
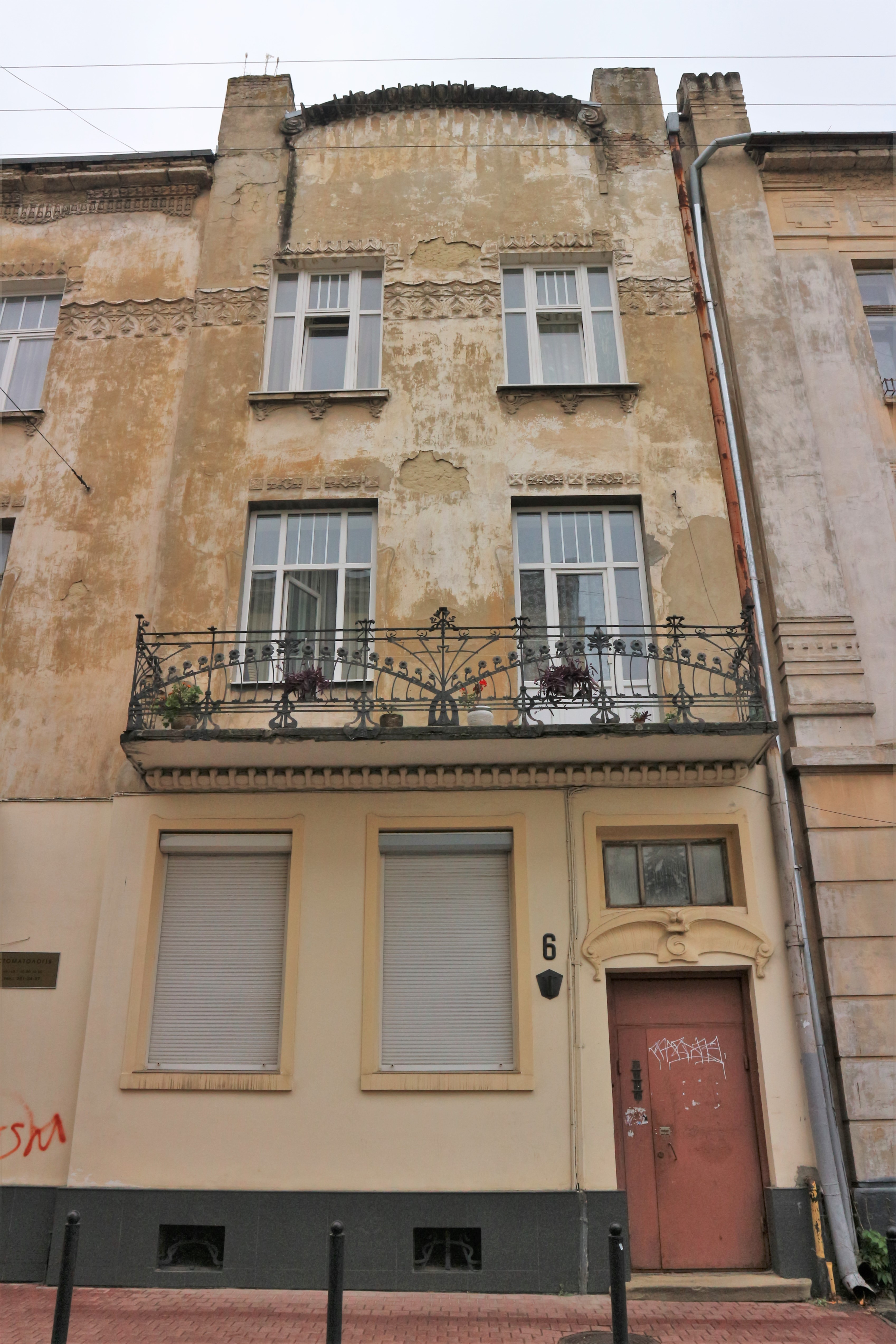
Будинок № 6